# Keszei Tamás
Keszei Tamás (Szombathely, 1971. január 15. –) zenész, zeneszerző, billentyűs. Jelenleg Szombathelyen él, ahol polgári foglalkozása mellett folytatja zenei pályafutását.

## Életpályája
Egészen kiskorában, már a helyi zenei óvodában a zene szeretete jellemezte. Ezért szülei számára szinte természetes volt, hogy a szombathelyi Bartók Béla Zeneiskolában kezdje iskolás éveit, ahol a zongora szakon tanult. Gimnazistaként már különböző helyi bandákban lépett fel.
Első nagy megmérettetése az 1985-ben alakult szombathelyi Dózis zenekarban volt, ahova 1989-ben csatlakozott Vida Ferenc invitálására. A Dózisnak 1991-ig volt tagja, majd 1992-ben lett a tagja a Lord zenekarnak, de később 1996-1998 között ismét csatlakozott a Dózis csapatához.
A Lord együttesben az Az utca kövén, az Olcsó és ügyes és a Live 1, Live 2 című albumokon hallható játéka. 1999-ben a Lord zenekar újra összehívta az egykori (1989-1990) sikercsapatát, ezért az akkori tagoktól (Baán Imrétől, Weinelt Gábortól, Paksi Jánostól) és tőle is megvált. Utolsó fellépése a Lorddal az 1999. augusztus végi Sitkei koncert volt.
A '90-es években egy osztrák csapathoz, a China White-hoz is csatlakozott, ahol társai Dieter (Didi) Imre (basszusgitár), Klaus-Peter Seflich (gitár), Tomi Barabas (dobok) voltak. Két lemezük jelent meg, az 1995-ös Dead Flower és az 1997-ben kiadott Taste Of Fate.
2000-ben Weinelt Gáborral (basszusgitár), Baán Imrével (gitár), Czetter Gáborral (dob) megalakították a Last Minute zenekart, amely 2005-ben Újvári Tímeával kiegészülve az Ujvári Timi & Hot Stuff néven futott tovább 2006-ig. 2007-ben újra egy színpadra állt a Lord tagjaival az együttes 35 éves jubileumi koncertjén.
2015-ben Memphis Belle néven alapította meg a jelenleg is működő zenekarát, amelynek dalai saját, hétköznapi életéről szólnak (Cabin Size). A Memphis Belle albuma a ko records gondozásában jelent meg a 2015-ben.

## Hangszerei
- Korg M1, Korg 01/V, Korg Triton, Korg M50
- Roland VK7
- Kurzweil Artis (jelenleg)

## Zenekarok
- Dózis (1989-1991, 1996-1998)
- Lord (1992-1999)
- China White (90'-es évek)
- Last Minute (2000-2005)
- Ujvári Timi & Hot Stuff (2005-2006)
- Memphis Belle (2015-napjainkig)

## Külső hivatkozások
- Páratlan szombat: a Heaven Street Sevennel, a Mystery Ganggel és a Lorddal
- Alben & Demos von China White
- Négy évvel az első hang lenyomása után elkészült a Memphis Belle első nagylemeze